# إيغور كايتانو
إيغور كايتانو (5 يوليو 1995 - ) هو لاعب كرة قدم برازيلي في مركز الوسط. لعب مع S.C.U. Torreense ‏.

## وصلات خارجية
- إيغور كايتانو على موقع قاعدة بيانات كرة القدم.إي يو (الإنجليزية)